# Województwo sieradzkie

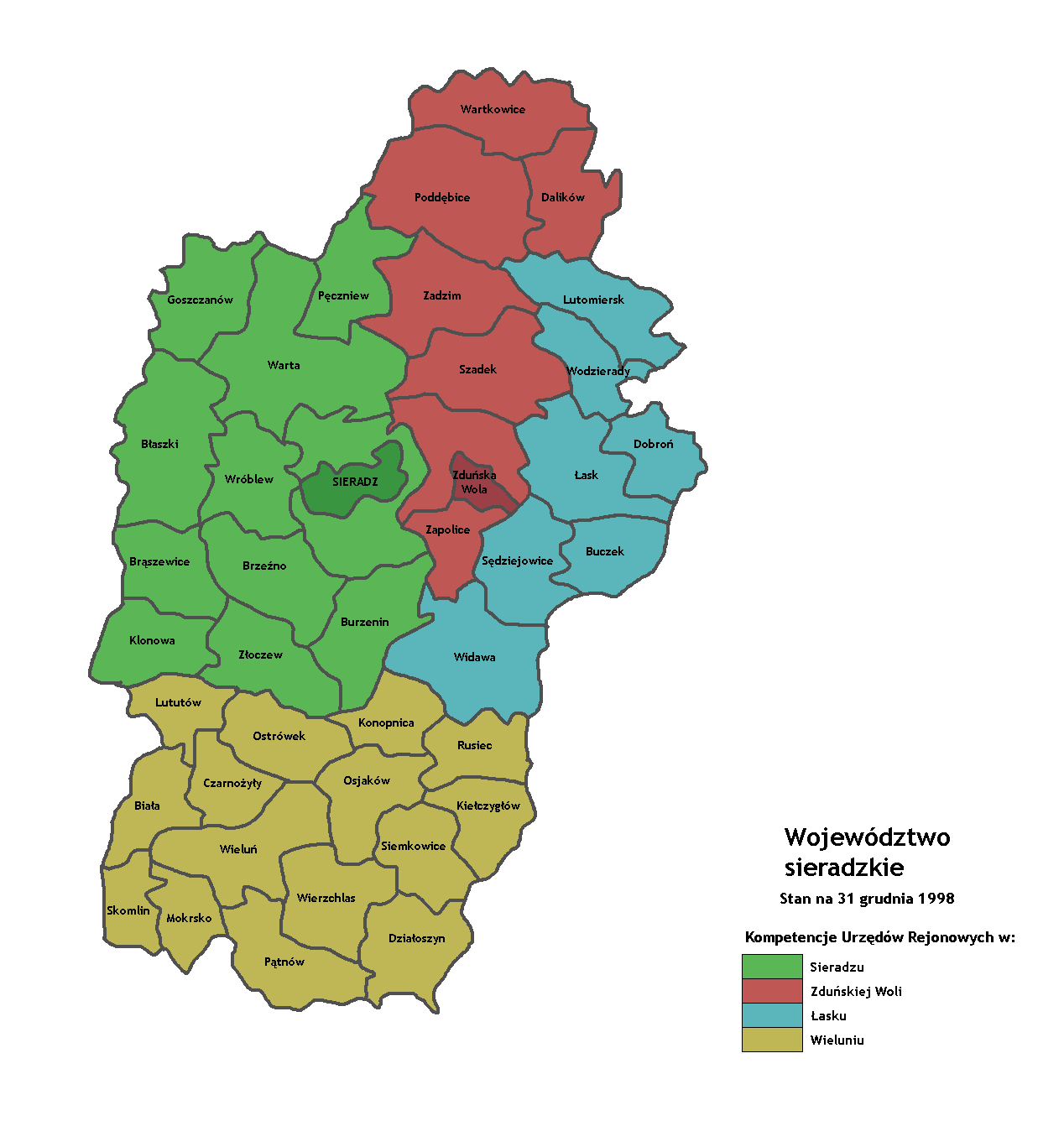
Mapa województwa w ostatnim dniu jego istnienia z podziałem na gminy.

Województwo sieradzkie – województwo ze stolicą w Sieradzu, jedno z 49 województw istniejących w latach 1975–1998; w 1999 zostało włączone do województwa łódzkiego.
Reforma administracyjna, która weszła w życie 1 czerwca 1975 reaktywowała województwo sieradzkie w zupełnie innych granicach. Było ono jednym z 49 nowo utworzonych województw; graniczyło z woj.: łódzkim, piotrkowskim, częstochowskim, opolskim, kaliskim, konińskim i płockim. Zajmowało 1,6% obszaru kraju i liczyło 406 tys. mieszkańców. Odległość między najbardziej wysuniętymi krańcami województwa w kierunku południkowym wynosiła 109 km, zaś 70 km w kierunku równoleżnikowym. Podzielone było na 42 gminy: 33 wiejskie, 7 miejsko-wiejskich i 2 miejskie. Powiatów nie było, ich miejsce zajęły rejony.

## Urzędy Rejonowe
- Urząd Rejonowy w Łasku dla gmin: Buczek, Dobroń, Lutomiersk, Łask, Sędziejowice, Widawa i Wodzierady
- Urząd Rejonowy w Sieradzu dla gmin: Błaszki, Brąszewice, Brzeźnio, Burzenin, Goszczanów, Klonowa, Pęczniew, Sieradz, Warta, Wróblew i Złoczew oraz miasta Sieradz
- Urząd Rejonowy w Wieluniu dla gmin: Biała, Czarnożyły, Działoszyn, Kiełczygłów, Konopnica, Lututów, Mokrsko, Osjaków, Ostrówek, Pątnów, Rusiec, Siemkowice, Skomlin, Wieluń i Wierzchlas
- Urząd Rejonowy w Zduńskiej Woli dla gmin: Dalików, Poddębice, Szadek, Wartkowice, Zadzim, Zapolice i Zduńska Wola oraz miasta Zduńska Wola

Województwo przetrwało do 1 I 1999 r., kiedy to weszła w życie kolejna reforma podziału administracyjnego kraju.

### Miasta województwa sieradzkiego
- Zduńska Wola – 45 850
- Sieradz – 45 529
- Wieluń – 25 697
- Łask – 20 139
- Poddębice – 7230
- Działoszyn – 6200
- Złoczew – 3450
- Warta – 3400
- Błaszki – 2100
- Szadek – 2000

### Ludność w latach
| Rok                    | Liczba mieszkańców |
| ---------------------- | ------------------ |
| 1975 (31 grudnia)      | 386,7 tys.         |
| 1976 (31 grudnia)      | 386,5 tys.         |
| 1977 (31 grudnia)      | 386,6 tys.         |
| 1978 (spis powszechny) | 390 761            |
| 1978 (31 grudnia)      | 391,2 tys.         |
| 1979 (31 grudnia)      | 391,1 tys.         |
| 1980 (31 grudnia)      | 392,3 tys.         |
| 1983 (31 grudnia)      | 397,4 tys.         |
| 1985 (31 grudnia)      | 401,2 tys.         |
| 1986                   | 402,6 tys.         |
| 1987                   | 403,7 tys.         |
| 1988                   | 406,8 tys.         |
| 1989 (31 grudnia)      | 408 tys.           |
| 1990 (30 czerwca)      | 407,9 tys.         |
| 1990 (31 grudnia)      | 408,2 tys.         |
| 1991 (31 grudnia)      | 408,6 tys.         |
| 1992 (31 grudnia)      | 411,5 tys.         |
| 1993 (30 czerwca)      | 411,8 tys.         |
| 1994 (31 grudnia)      | 412,6 tys.         |
| 1995 (30 czerwca)      | 412,3 tys.         |
| 1995 (31 grudnia)      | 412,9 tys.         |
| 1997 (31 grudnia)      | 412,7 tys.         |

### Wojewodowie
- 1 czerwca 1975 – 2 lipca 1984 – Tadeusz Barczyk (ZSL)
- 19 lipca 1984 – 25 września 1986 – Kazimierz Cłapka (ZSL)
- 4 listopada 1986 – 22 lutego 1989 – Henryk Antosiak (ZSL)
- 22 lutego 1989 – 20 lutego 1991 – Józef Szewczyk (ZSL do 1990 r. /PSL od 1990 r.)
- 4 marca 1991 – 2 lutego 1994 – Andrzej Ruszkowski (KO „Solidarność”)
- 1 marca 1994 – 1997 – Jan Ryś (PSL)
- 18 stycznia 1998 – 31 grudnia 1998 – Kazimierz Filipiak (AWS)